# Montreal Wanderers
I Montreal Wanderers furono una squadra professionale maschile di hockey su ghiaccio fondata nel 1903 con sede a Montréal, Quebec, e che giocava i propri incontri casalinghi alla Montreal Arena, e fu una delle franchigie fondatrici della National Hockey League nella stagione 1917-18. Prima di entrare a far parte della NHL giocò anche in altre leghe di hockey come la Federal Amateur Hockey League (FAHL), la Eastern Canada Amateur Hockey Association (ECAHA) e la National Hockey Association (NHA). La squadra vinse quattro Stanley Cup.

## Record stagione per stagione
- 1904-05 - Federal Amateur Hockey League
- 1906-09 - Eastern Canada Amateur Hockey Association
- 1910-17 - National Hockey Association
- 1917-18 - National Hockey League

PG = partite giocate, V = vittorie, S = sconfitte, P = pareggi, Pt = punti, GF = gol fatti, GS = gol subiti
| Stagione  | PG  | V   | S  | P | Pt  | GF   | GS   | Posizione finale | Playoff |
| --------- | --- | --- | -- | - | --- | ---- | ---- | ---------------- | --- |
| 1904      | 6   | 6   | 0  | 0 | 12  | 38   | 18   | 1a, FAHL         | Forfait nella Stanley Cup (marzo 1904, Ottawa Senators) |
| 1904-05   | 8   | 6   | 2  | 0 | 12  | 44   | 27   | 2a, FAHL         | non qualificata |
| 1906      | 10  | 9   | 1  | 0 | 18  | 74   | 38   | 1a, ECAHA        | Vittoria della Stanley Cup (marzo 1906, Ottawa Senators) Vittoria della Stanley Cup (dicembre 1906, New Glasgow Cubs)                                                                       |
| 1907      | 10  | 10  | 0  | 0 | 20  | 105  | 39   | 1a, ECAHA        | Sconfitta nella Stanley Cup (gennaio 1907, Kenora Thistles) Vittoria della Stanley Cup (marzo 1907, Kenora Thistles)                                                                        |
| 1907-08   | 10  | 8   | 2  | 0 | 16  | 63   | 52   | 1a, ECAHA        | Vittoria della Stanley Cup (gennaio 1908, Ottawa Victorias) Vittoria della Stanley Cup (marzo 1908, Winnipeg Maple Leafs) Vittoria della Stanley Cup (marzo 1908, Toronto Trolley Leaguers) |
| 1909      | 12  | 9   | 3  | 0 | 18  | 82   | 61   | 2a, ECAHA        | Vittoria della Stanley Cup (dicembre 1908, Edmonton Eskimos) |
| 1910      | 12  | 11  | 1  | 0 | 22  | 91   | 41   | 1a, NHA          | Vittoria del O'Brien Trophy (campioni della stagione NHA) Vittoria della Stanley Cup (marzo 1910, Berlin Dutchmen)                                                                          |
| 1910-11   | 16  | 7   | 9  | 0 | 14  | 73   | 88   | 4a, NHA          | non qualificata |
| 1911-12   | 18  | 9   | 9  | 0 | 18  | 95   | 96   | 3a, NHA          | non qualificata |
| 1912-13   | 20  | 10  | 10 | 0 | 20  | 93   | 90   | 2a, NHA          | non qualificata |
| 1913-14   | 20  | 7   | 13 | 0 | 14  | 102  | 125  | 5a, NHA          | non qualificata |
| 1914-15   | 20  | 14  | 6  | 0 | 28  | 127  | 82   | 2a, NHA          | Sconfitta nel O'Brien Trophy (Ottawa Senators) |
| 1915-16   | 24  | 10  | 14 | 0 | 20  | 90   | 116  | 5a, NHA          | non qualificata |
| 1916-17 1 | 10  | 3   | 7  | 0 | 6   | 56   | 72   | 5a, NHA          | non qualificata |
| 1916-17 2 | 10  | 2   | 8  | 0 | 4   | 38   | 65   | 4a, NHA          | non qualificata |
| 1917-18 1 | 6   | 1   | 5  | 0 | 2   | 17   | 35   | 4a, NHL          | non completò la prima metà della stagione |
| Totali    | 212 | 122 | 90 | 0 | 244 | 1188 | 1045 |                  | |

Note: 1 = prima metà della stagione, 2 = seconda metà della stagione

## Membri della Hockey Hall of Fame
I seguenti giocatori sono stati inseriti nella Hockey Hall of Fame:
| - Dickie Boon - Harry Cameron - Sprague Cleghorn - Jimmy Gardner | - Joe Hall - Riley Hern - Tom Hooper - Harry Hyland | - Jack Marshall - Ernie "Moose" Johnson - Lester Patrick - Art Ross | - Ernie Russell - Bruce Stuart - Hod Stuart |